# Kirchenfahne der Evangelischen Kirche in Deutschland

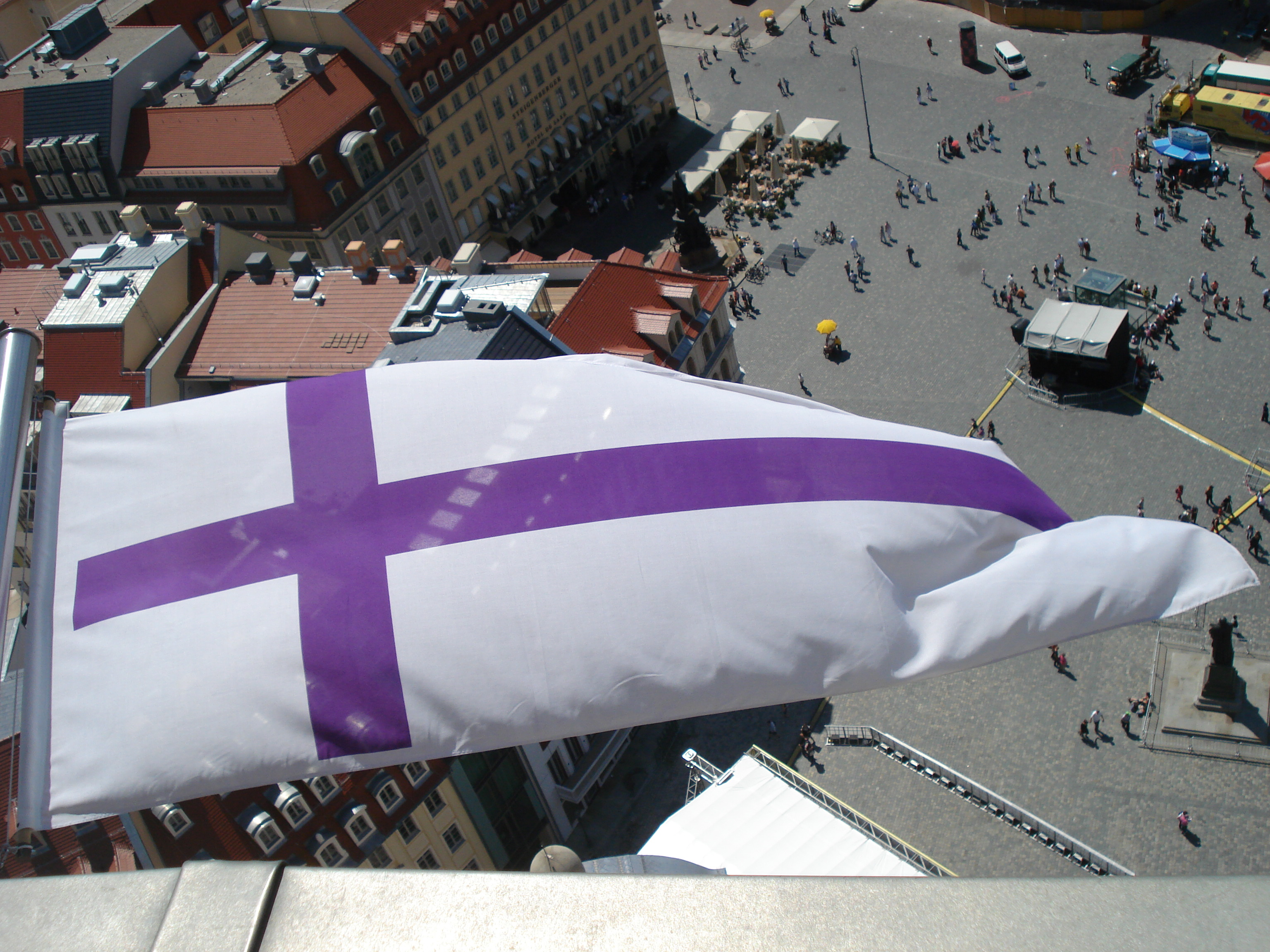
Die evangelische Kirchenfahne an der Kuppel der Dresdner Frauenkirche

Die Kirchenfahne der Evangelischen Kirche in Deutschland trägt auf weißem Grund ein violettes Lateinisches Kreuz. Sie wird als Zeichen bei großen Festen der evangelischen Gemeinden an Gotteshäusern und Gemeindezentren aufgezogen. Insbesondere bei den Evangelischen Kirchentagen gilt sie als Zeichen der Anwesenheit der protestantischen Christenheit in der Gesellschaft.

## Geschichte

### 1919 bis 1933

Die evangelische Kirchenfahne

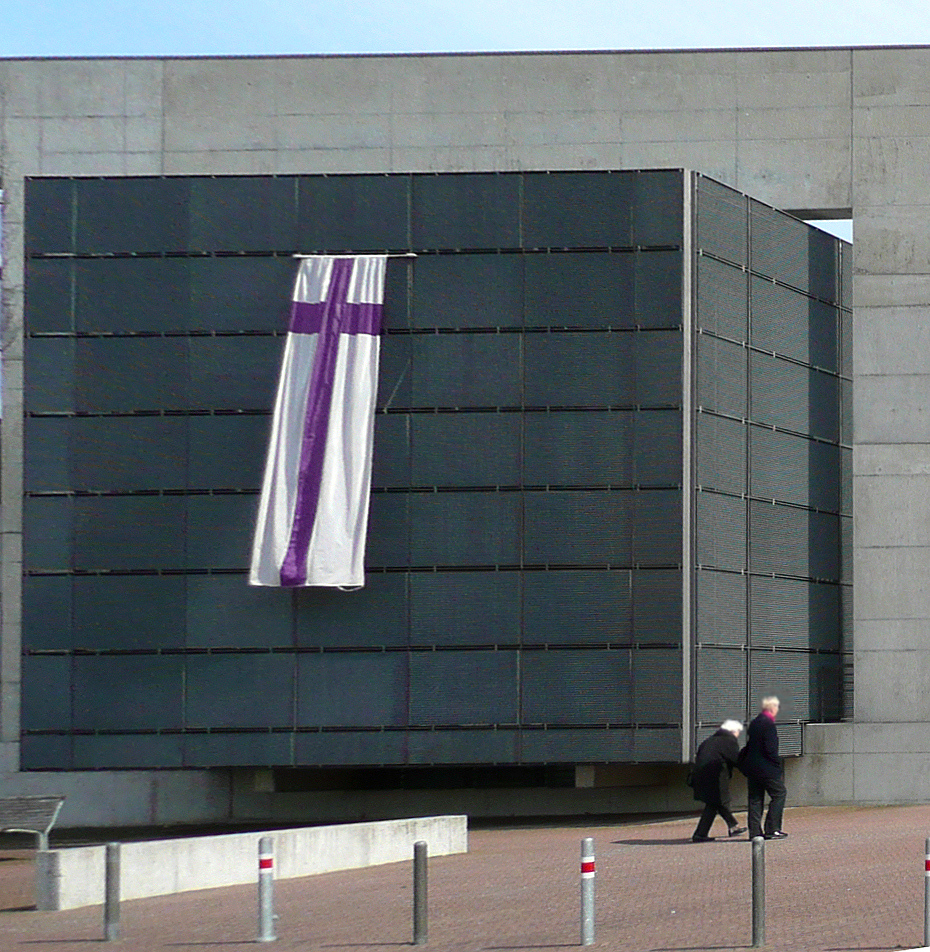
Fahne am Sakralraum des Evangelischen Kirchenzentrums Kronsberg in Hannover

Die evangelische Kirchenfahne verdankt ihre Entstehung der deutschen Novemberrevolution von 1918, dem Untergang des Wilhelminischen Kaiserreiches und dem Ende des Landesherrlichen Kirchenregiments. War es bis dahin üblich, an den Kirchengebäuden die schwarz-weiß-rote Fahne mit den Hoheitszeichen der Hohenzollernmonarchie oder die Landesfahne aufzuziehen, trat mit der Ausrufung der Weimarer Republik am 9. November 1918 eine tiefe Verunsicherung in den kirchenleitenden Gremien ein. Ein weiterer Tiefpunkt der kirchlichen Ratlosigkeit war erreicht, als mit der Verabschiedung der republikanischen Reichsverfassung 1919 die Farben Schwarz-Rot-Gold in den Verfassungsrang erhoben wurden. Weil sich die evangelischen Kirchen in ihrer  Gänze nicht imstande sahen, diese Farben anzuerkennen, wehten bereits im gleichen Monat die ersten Fahnen mit dem violetten Kreuz auf weißem Grund von den Kirchtürmen einiger Landeskirchen. Versuche einiger Pfarrer und Gemeinden, künftig die republikanischen Reichsfarben auch an ihrer Kirche zu hissen, scheiterten an Widerspruch und Empörung konservativer Kirchenkreise. Für einige galt die Kirchenfahne damit als antirepublikanisches Wahrzeichen, für andere wie Otto Dibelius war sie eine geschickte kirchliche Antwort auf den unseligen Flaggenstreit und gleichzeitig ein Zeichen für die Selbständigwerdung der Kirche. Wieder andere wie etwa Hermann Klugkist Hesse meinten, die neue Fahne rieche arg nach Katholizismus.
Am 9. Dezember 1926 erklärte der Deutsche Evangelische Kirchenausschuss diese Fahne zur Kirchenfahne des Deutschen Evangelischen Kirchenbunds. In der Folgezeit wurde sie auch von allen Landeskirchen eingeführt.
Doch der Flaggenstreit blieb. 1928 kam es zu einer beispielhaften Auseinandersetzung zwischen dem Konsistorium der Mark Brandenburg und dem Magistrat von Berlin um die Beflaggung des Propsteigebäudes im Nikolaiviertel am Verfassungstag, dem 11. August. Die Kirche beflaggte das der Stadt gehörende, aber von der Kirche genutzte Gebäude nur mit der Kirchenfahne und lehnte es ab, die schwarz-rot-goldene Flagge der Republik aufzuziehen, was zu einer Klage des Oberbürgermeisters Gustav Böß gegen den Generalsuperintendenten und Propst von St. Nikolai Wilhelm Haendler führte.

### 1933 bis 1945

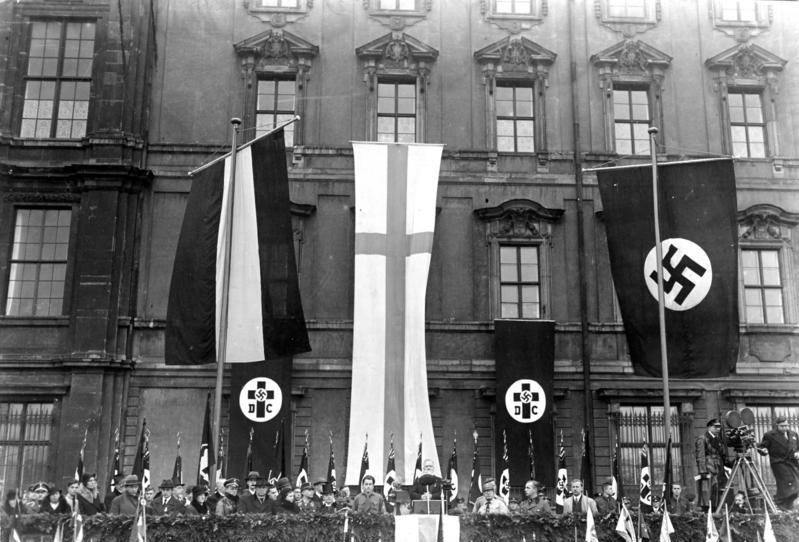
Lutherfeier der Deutschen Christen am 19. November 1933 vor dem Berliner Stadtschloss

Nach der Machtübernahme der Nationalsozialisten bestimmte Reichspräsident Paul von Hindenburg mit einem Erlass vom 12. März 1933, dass es zukünftig zwei Nationalflaggen geben sollte: zum einen die alte kaiserliche Flagge mit den schwarz-weiß-roten Streifen und zusätzlich die Hakenkreuzflagge. Beide Flaggen waren grundsätzlich zusammen zu hissen. Für das Zeigen der Kirchenfahne hatte dies zunächst keine unmittelbaren Auswirkungen. Sie konnte zu staatlichen Feiertagen an kirchlichen Gebäuden und bei kirchlichen Anlässen zusätzlich gezeigt werden.
Am 9. August 1934 beschloss jedoch die Nationalsynode der neu gegründeten Deutschen Evangelischen Kirche (DEK) – sogar mit den Stimmen aller Vertreter der der Bekennenden Kirche zuneigenden Landeskirchen Württembergs und Bayerns –  einstimmig die Abschaffung der eigenen Kirchenfahne zugunsten des neuen Staatssymbols, der Hakenkreuzfahne für die Beflaggung an staatlichen Feiertagen. Lediglich an kirchlichen Feiertagen und zu kirchlichen Anlässen durfte die Kirchenfahne zunächst weiter aufgezogen werden.
Die tatsächliche Handhabung war indes höchst unterschiedlich. Der altpreußische Bruderrat, das Leitungsgremium der Bekennenden Kirche für die Kirche der Altpreußischen Union, reagierte auf das Flaggengesetz mit der Weisung an die Gemeinden der Bekennenden Kirche, die Kirchenfahne nicht preiszugeben und jede Möglichkeit zum Zeigen des Kreuzes zu nutzen. Immer wieder kam es zu Beschwerden von Parteistellen über „inkorrekte“ oder „unzureichende“ Beflaggung von Kirchen und kirchlichen Gebäuden. Einzelne Personen, Presbyterien und Kirchenvorstände hielten an der Kirchenfahne fest. Nach der Einführung des Reichsflaggengesetzes 1935, das allein die Hakenkreuzfahne zur Reichs- und Nationalflagge bestimmte, kam es zu staatlichen Reglementierungen. Ein Erlass des Reichsinnenministeriums vom 4. Oktober 1935 bestimmte: Wenn öffentliche Gebäude allgemein zu beflaggen sind, so sind auch die Kirchengebäude und kirchlichen Dienstgebäude allein mit der Reichs- und Nationalflagge zu beflaggen. Wollen die Kirchen aus anderem Anlass flaggen, so können sie die Kirchenfahnen zeigen. Am 24. Oktober 1935 wurde bei Zuwiderhandlung gegen die Beflaggungsanordnungen Geld- oder Gefängnisstrafe angedroht. Die Zweite Verordnung zur Durchführung des Reichsflaggengesetzes verbot Privatpersonen das Zeigen einer Kirchenfahne – was vor allem gegen den Gebrauch katholischer Kirchenfahnen bei Prozessionen gerichtet war, aber auch die evangelische Kirchenfahne traf. 1936 schrieb Reichskirchenminister Hanns Kerrl einen Artikel Zum Problem der Kirchenfahnen, in dem deutlich wird, wie viel Widerstand es noch gab und in dem er die Erwartung zum Ausdruck brachte, dass diese Anordnungen künftig ohne Widerstreiten als etwas Selbstverständliches befolgt werden.
Da dem aber nicht so war, wurde durch die Verordnung der Kirchenkanzlei der DEK über das Beflaggen kirchlicher Gebäude vom 9. November 1938 (dem Tag des Beginns der Novemberpogrome 1938) die evangelische Kirchenfahne schließlich ganz abgeschafft und ihr Zeigen, auch an kirchlichen Feiertagen, völlig verboten: Soweit bei kirchlichen Feiern geflaggt wird, darf auch an Kirchengebäuden und kirchlichen Dienstgebäuden nur die Reichs- und Nationalflagge gezeigt werden.

### Ab 1945

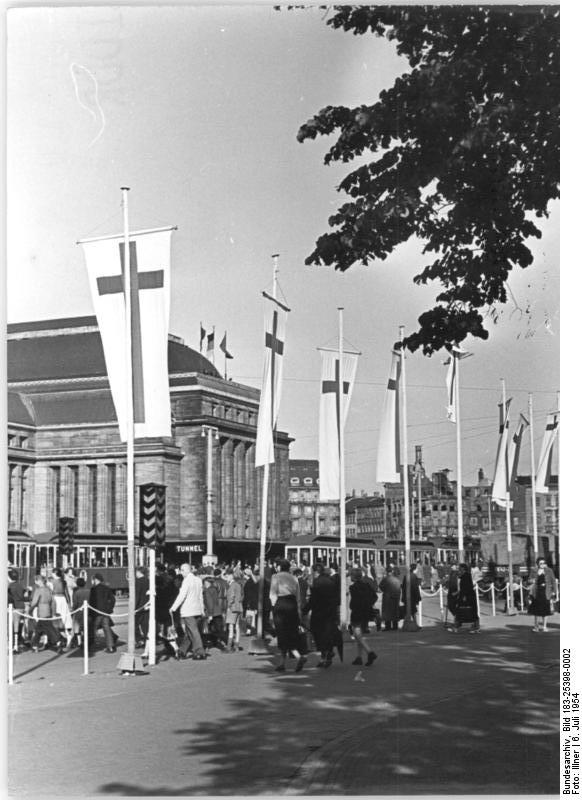
Evangelische Kirchenfahnen vor dem Leipziger Hauptbahnhof beim Deutschen Evangelischen Kirchentag 1954

Erst mit der Befreiung vom Nationalsozialismus 1945 wurde die Kirchenfahne von 1926 wieder zum Symbol der evangelischen Territorialkirchen, die sich noch im gleichen Jahr zur Evangelischen Kirche in Deutschland (EKD) zusammenschlossen. Am 18. November 1947 erließ der Rat der EKD eine Flaggenverordnung, die festhielt, dass kirchliche Gebäude, wenn überhaupt, ausschließlich mit der Kirchenfahne zu beflaggen seien: Wenn Kirchen und kirchliche Gebäude beflaggt werden, darf nur die Kirchenfahne (violettes Kreuz auf weißem Grund) gezeigt werden. Diese Verordnung gilt bis heute.
Vor allem durch kirchliche öffentliche Großveranstaltungen wie die Deutschen Evangelischen Kirchentage wurde die Kirchenfahne ein weithin bekanntes Symbol der Evangelischen Kirche in Deutschland, das auch an Ortskirchengebäuden anlässlich kirchlicher Feste wie Konfirmationen oder hoher Feiertage im Kirchenjahreskreis zu sehen ist.
Heute wird die Kirchenfahne als eine unterscheidungskräftige Bildmarke angesehen, der Namensschutz zugesprochen werden könnte.